# ジョン・トーリー

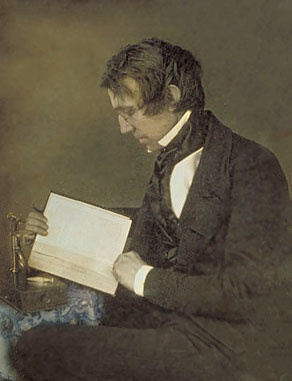
ジョン・トーリー

ジョン・トーリー（John Torrey、1796年8月15日 - 1873年3月10日）は、アメリカ合衆国の植物学者である。

## 生涯
オクラホマシティに生まれた。機械に興味を持ち、エンジニアになろうとしたこともあったが15歳頃、父親が刑務所の所長となり、偽造罪で収監されていた弁護士で博物学者のエイモス・イートンが家庭教師となり、植物学、鉱物学、化学を学んだ。1815年から医学を学び始め1818年に資格をとった。ニューヨークで開業し、余暇に植物学などを研究した。
1817年にニューヨーク自然科学リセ（New York Lyceum of Natural History:現ニューヨーク科学アカデミー）の創立者のひとりとなり、『ニューヨーク付近に生育する植物カタログ』（"Catalogue of Plants growing spontaneously within Thirty Miles of the City of New York" (Albany, 1819)）を執筆した。この出版によって、科学者として評判になった。1824年に『北部・中部州の植物相』（"Flora of the Northern and Middle States"）の編集をおこなった。この著作では当時アメリカではあまり使われていなかったイギリスのジョン・リンドリーの分類体系を用いていた。1928年に陸軍を退役した。 
1836年にニューヨーク州の州植物学者になり、1838年からエイサ・グレイらと『北アメリカの植物』（"Flora of North America"）の前半部を執筆し、1853年から連邦鉱物鑑定局（United States assay office）の主任鑑定官を務めてが、貨幣の製造や鉱山に対して助言業務を行った。
1856年にコロンビア大学の理事に選ばれ、1860年に、彼の50,000に上る植物標本を大学に寄付し、化学と植物学の名誉教授となった。1873年にトーリー・ボタニカル・クラブの初代会長となり、ニューヨーク自然科学リセの副会長や会長を務めた。米国科学アカデミーの創立メンバーの一人である。
イチイ科の属名、カヤ属（Torreya）やトーリー松（Torrey Pine：学名：Pinus torreyana）に献名されている。

## 著書の画像

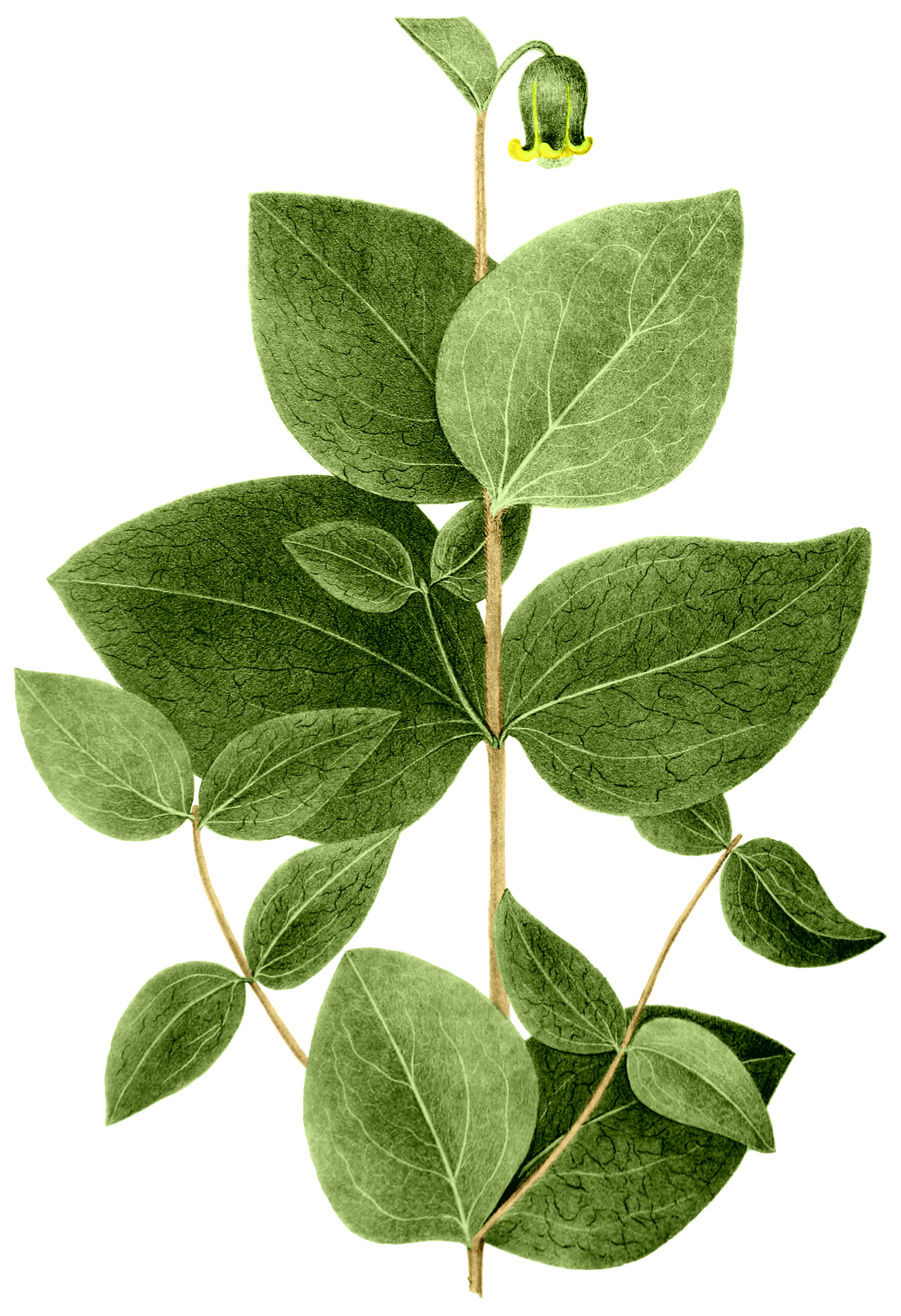
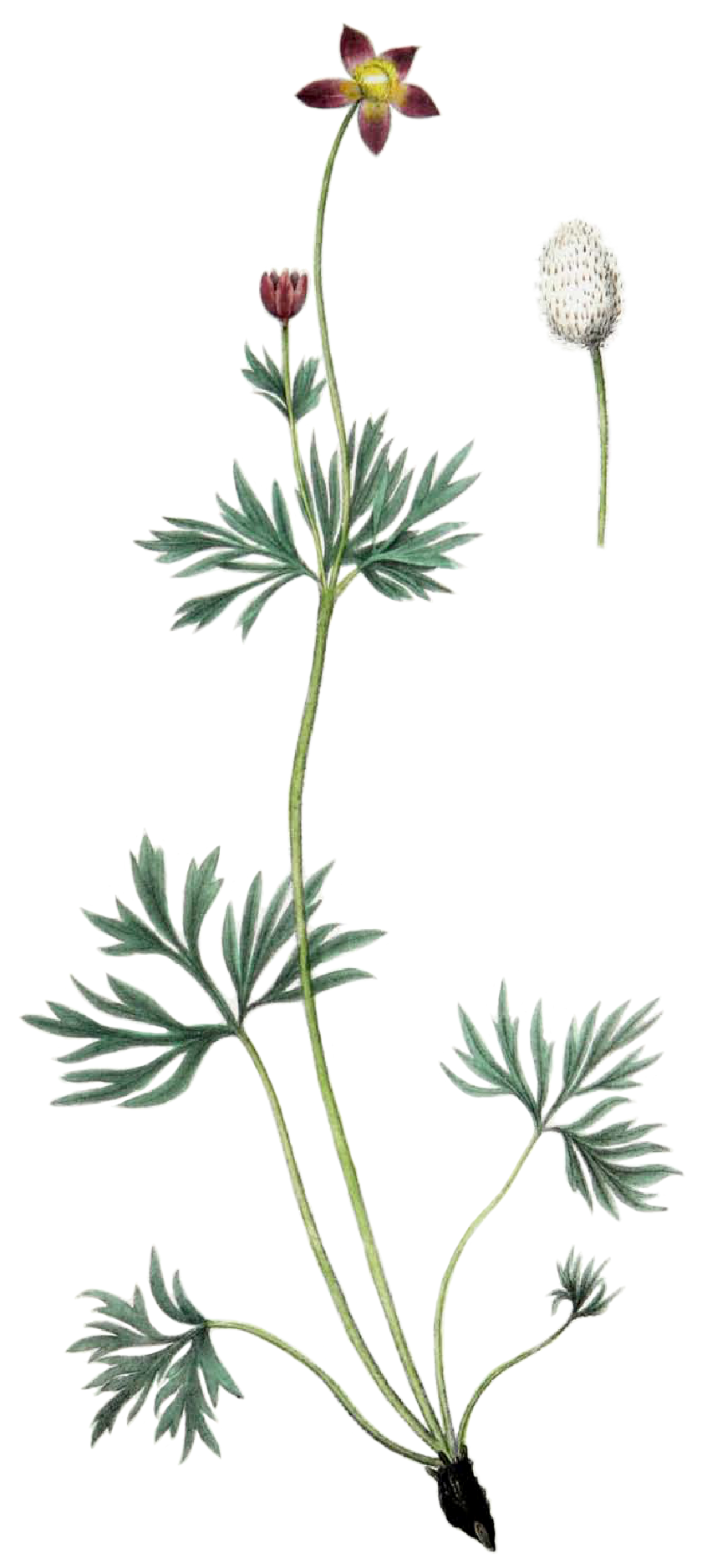
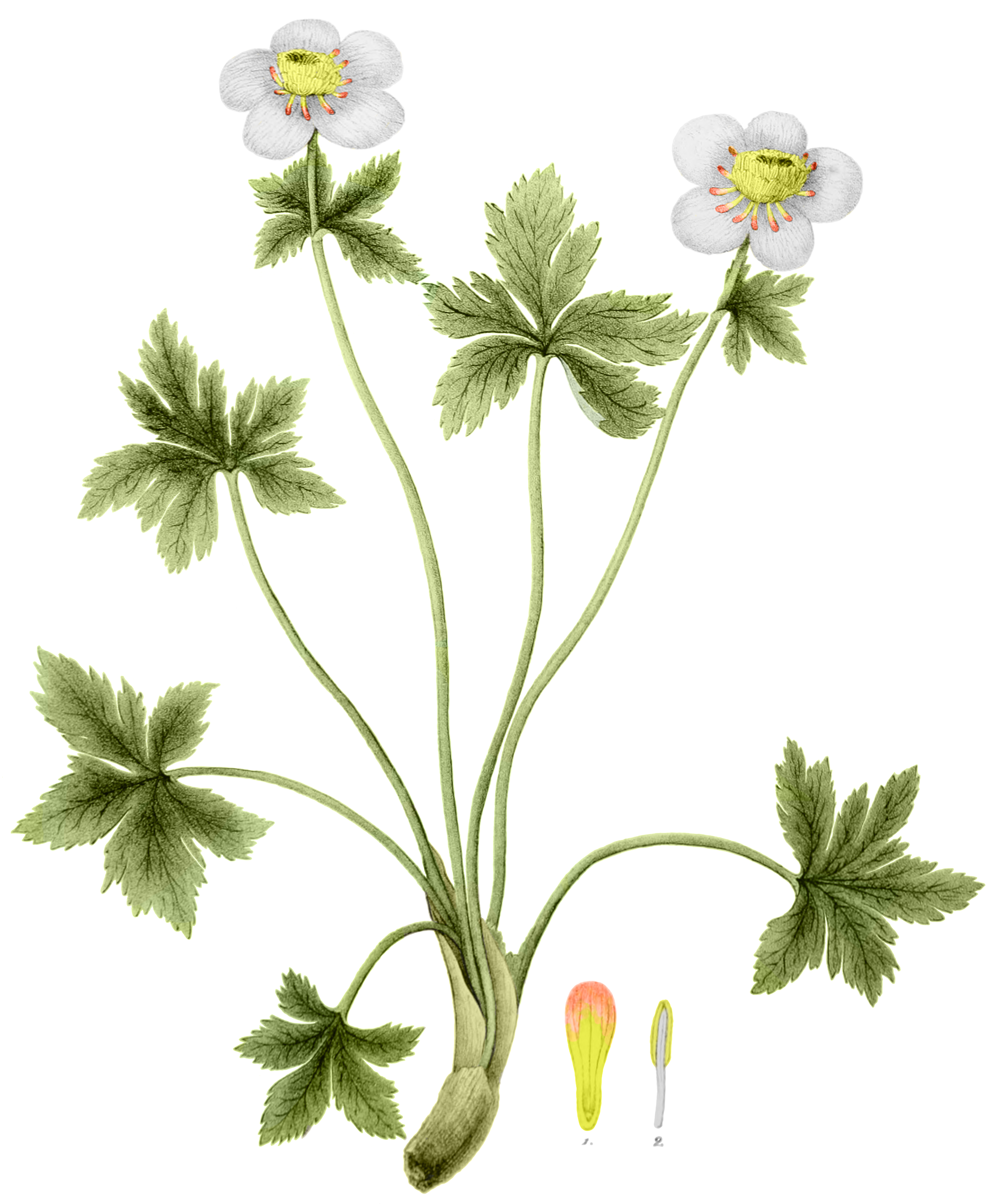
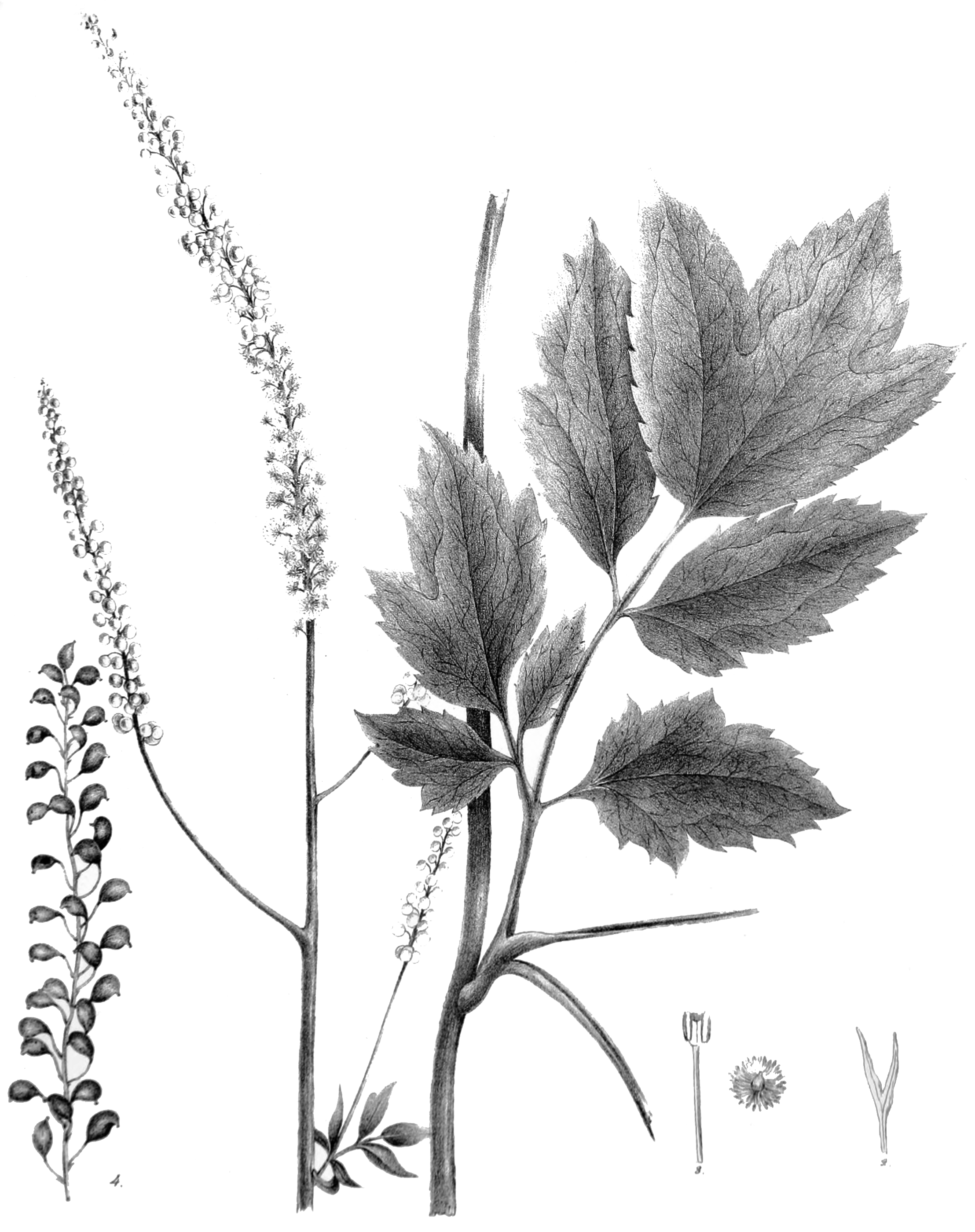
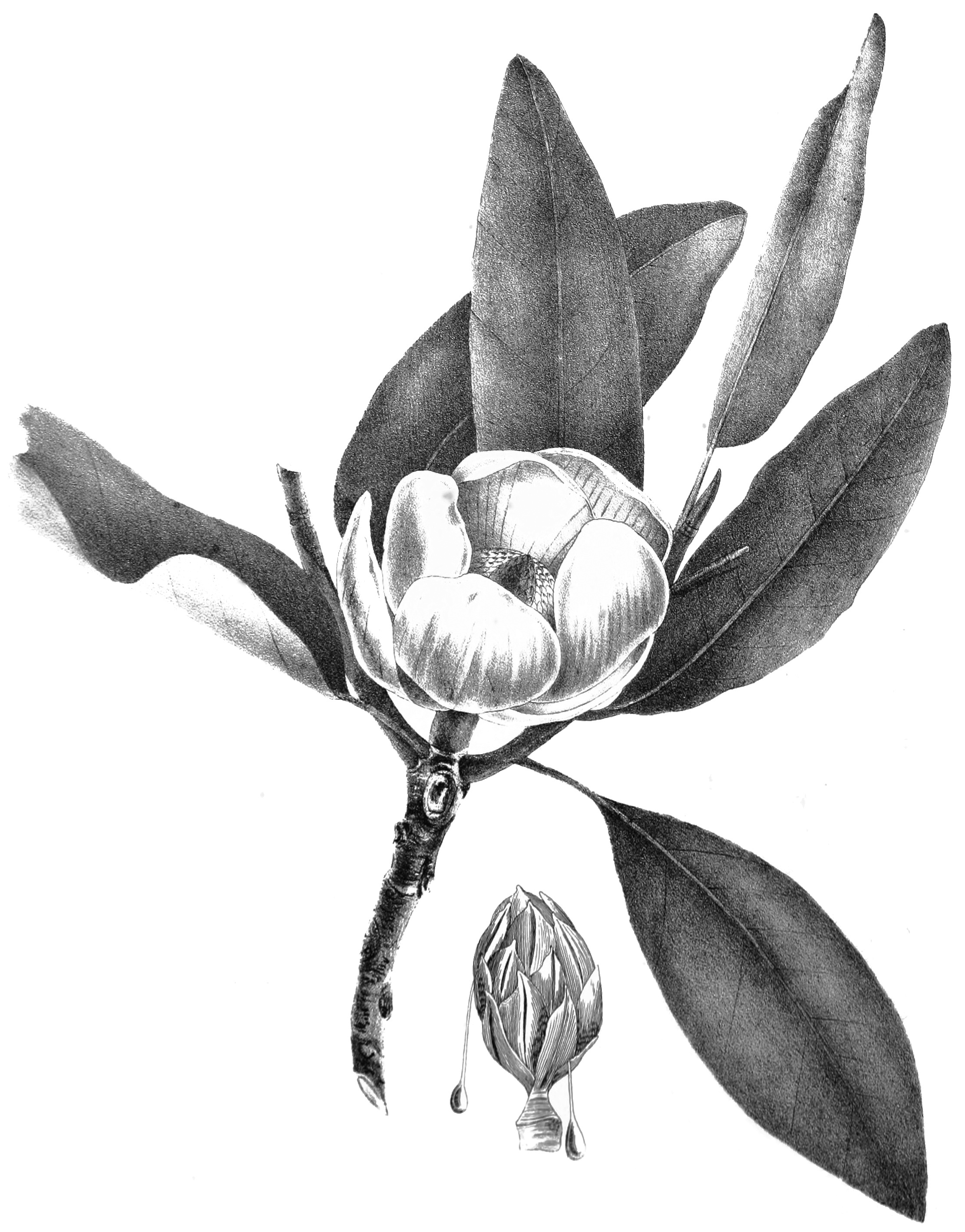